# Tolentino
Tolentino es una ciudad y municipio localizado en la provincia de Macerata en la región de Las Marcas de la Italia central. Con una población de unas 20.000 personas (2006), la ciudad de Tolentino se asienta a una altitud de 256 m sobre el nivel del mar.

## Historia
Se tienen registros de los primeros habitantes en el paleolítico inferior. Numerosas tumbas, a partir del  siglo VIII y siglo IV a. C., atestiguan la presencia de la cultura de la región romana de Picenium en el lugar, que fue llamada por los romanos Tolentinum la cual fue conectada con la ciudad de Roma por la Vía Flaminia. Tolentinum fue el asiento de la diócesis de Tolentino a partir de finales del siglo VI. 
La comuna urbana aparece a partir de 1099, y toma su forma madura entre 1170 y 1190, estableciendo sus límites con las comunas vecinas como San Severino y Camerino. De finales del siglo XIV, el control de la comuna pasa a la familia de Da Varano y posteriormente a los Sforza, antes de que se convirtiera en parte de los Estados Pontificios hasta la llegada de Napoleón Bonaparte. 
En dicha ciudad, el 19 de febrero de 1797, fue firmado el Tratado de Tolentino entre Napoleón y el papa Pío VI que impuso restricciones territoriales y económicas al papado. En 1815, tuvo lugar la batalla de Tolentino, donde el jefe de las fuerzas austríacas, Frederick Bianchi, derrotó definitivamente a Joaquín Murat, quien volvió a Nápoles y abdicó. Tolentino regresó al control papal hasta la unificación italiana en 1861. A finales del siglo XIX el desarrollo industrial ligó a Tolentino económicamente con el resto de Italia.

## Evolución demográfica
| Gráfica de evolución demográfica de Tolentino entre 1861 y 2001 |
|                                                                 |
| Fuente ISTAT - elaboración gráfica de Wikipedia                 |

- Datos: Q94978
- Multimedia: Tolentino / Q94978

1. ↑  Worldpostalcodes.org, código postal n.º 62029.
2. ↑  «Codici Catastali». Comuni-italiani.it (en italiano). Consultado el 29 de abril de 2017.